# Гарсиа, Александр
Александр Гарсиа (фр. Alexandre Garcia) — французский дипломат. Действующий посол Французской Республики в Мавритании (с 2022 года), бывший посол Франции в Нигере (2018—2022).

## Биография
Окончил Университет Бордо I со степенью магистра в области частного права, а после Национальный институт восточных языков и культур по специальности «арабский язык». Владеет английским и арабским языками.

### Карьера
- В 1993–1999 годах — сотрудник Генерального консульства Франции в Тунисе.
- В 1999–2003 годах — сотрудник центральной администрации по делам французов за рубежом.
- В 2003–2006 годах — второй советник Посольства Франции в Алжире.
- В 2006–2008 годах — второй советник Посольства Франции в Ираке.
- В 2008–2011 годах — генеральный консул Франции в Ванкувере (Канада).
- В 2011–2015 годах — заместитель директора по стратегическим вопросам, безопасности и разоружению.
- В 2015–2018 годах — руководитель отдела конвенций, гражданских дел и взаимной правовой помощи МИД Франции.
- С 10 декабря 2018 по 13 сентября 2022 года — чрезвычайный и полномочный посол Франции в Нигере[1]. 16 января 2019 года вручил верительные грамоты президенту Нигера Махамаду Иссуфу[2].
- С 13 сентября 2022 года — чрезвычайный и полномочный посол Франции в Мавритании[3].

## Награды
- Кавалер ордена «За заслуги» (6 мая 2008 года)
- Командор ордена Заслуг (Нигер) (13 сентября 2022 года)[4]